# Georg Michaelis (Eisenbahner)

Georg Michaelis

Georg Michaelis (* 25. August 1852 in Charlottenburg; † 1. Juli 1912 in einem Zug zwischen Frankfurt-Niederrad und Kelsterbach) war von 1908 bis zu seinem Tod 1912 Präsident der Königlich Preußischen und Großherzoglich Hessischen Eisenbahndirektion Mainz.

## Lebenslauf

### Ausbildung und Beruf
Georg Michaelis studierte Rechtswissenschaften an der Friedrich-Wilhelms-Universität zu Berlin und schloss mit einer rechtswissenschaftlichen Promotion ab.
Er war anschließend in den Eisenbahndirektionen Frankfurt (1881–1897), Halle (1897–1905) und Cassel (1905–1908, ab 1906 dort als stellvertretender Direktionspräsident) tätig, bevor er zum 10. September 1908 als Präsident der Königlich Preußischen und Großherzoglich Hessischen Eisenbahndirektion in Mainz berufen wurde. In leitender Position war er am Bau des Frankfurter, der Vorbereitung des Baus des Leipziger und dem Neubau des Darmstädter Hauptbahnhofs beteiligt.

### Tod

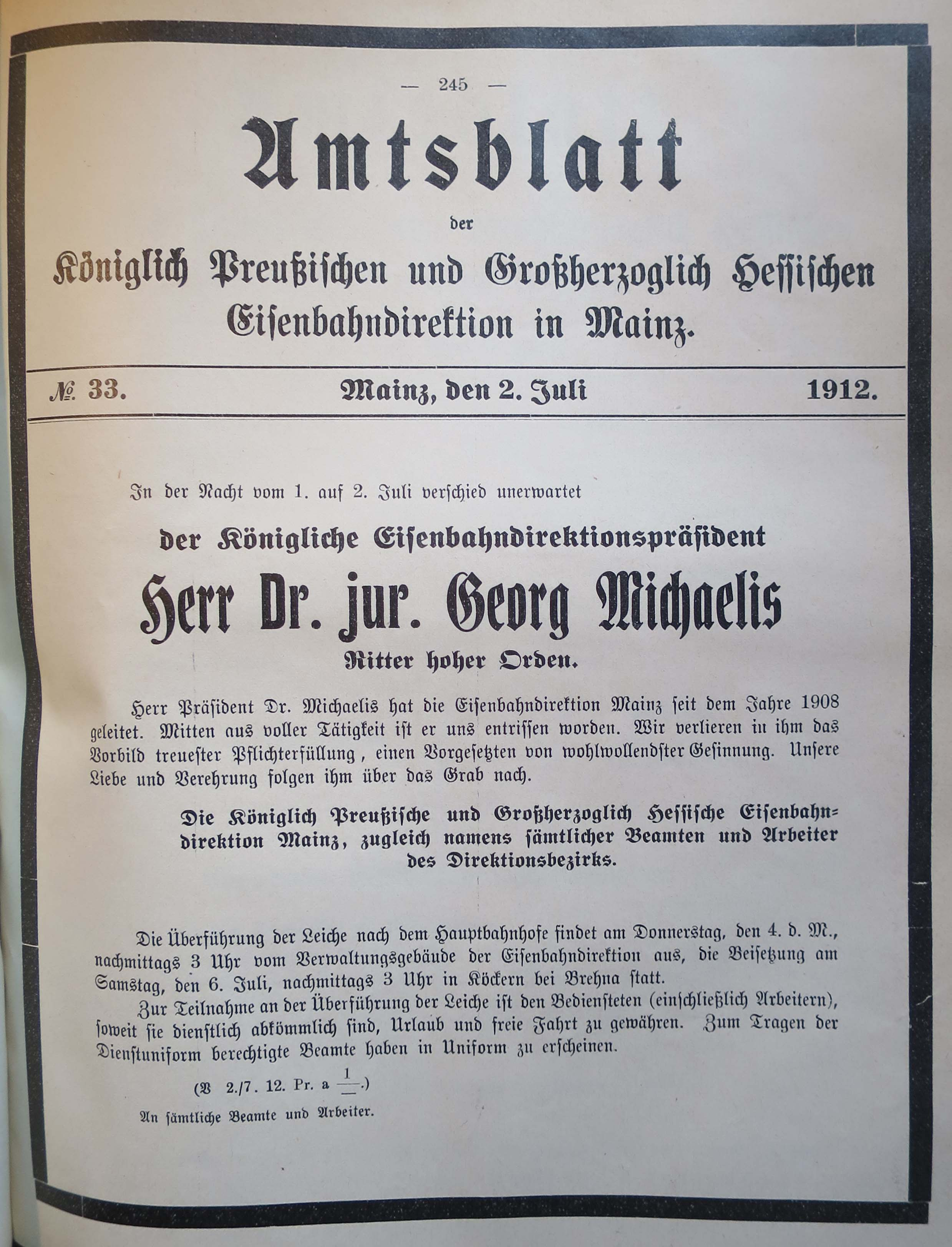
Traueranzeige für Georg Michaelis im Amtsblatt der Eisenbahndirektion Mainz

Georg Michaelis befand sich am 1. Juli 1912 zusammen mit seiner Frau in einem Eilzug auf der Rückfahrt von Frankfurt am Main nach Mainz, wo er an der Hochzeit eines Freundes teilgenommen hatte, als er einen Schlaganfall erlitt, dem er noch während der Fahrt zwischen Frankfurt-Niederrad und Kelsterbach erlag.
Die Trauerfeier fand am 4. Juli 1912 im Direktionsgebäude in Mainz statt. Der Leichnam wurde zum Hauptbahnhof überführt und anschließend zum Gut Köckern bei Brehna gefahren. Der entsprechende Wagen war im Hauptbahnhof auf dem „Wiesbadener Bahnsteig“ bereitgestellt. Auf Gut Köckern wurde Georg Michaelis in der Familiengruft beigesetzt.

### Ehrungen
Er erhielt
- 1909 den preußischen Kronenorden 3. Klasse,[8]
- 1910 das Komturkreuz 2. Klasse des Großherzoglich Hessischen Verdienstordens Philipp des Großmütigen,[9]
- 1910 den russischen St. Annenorden II. Klasse[10] und
- 1911 das Komturkreuz 2. Klasse des Großherzoglich Badischen Ordens vom Zähringer Löwen.[11]

In Darmstadt wurde eine Straße (49° 52′ 52″ N, 8° 37′ 11,8″ O) nach Georg Michaelis benannt.